# Maradevanahalli, Nagamangala
Maradevanahalli là một làng thuộc tehsil Nagamangala, huyện Mandya, bang Karnataka, Ấn Độ.